# Albert Thellung
Albert Thellung (12 de mayo de 1881- 26 de junio de 1928) fue un botánico suizo, profesor de la Universidad de Zúrich.
Autor de diversas obras en el área de la sistemática, destacándose por su colaboración para la Illustrierte Flora von Mittel-Europa, sobre la flora da Europa Central, editada en Múnich (1906).
Colaboró con la 3.ª y 4.ª edición de la "Flora de Suiza" (Flora der Schweiz) de Hans Schinz y Robert Keller, de 1909 a 1914 y en 1923.
Se especializó en el estudio de la flora alpina europea.
Publicó sobre las pteridófitas y las espermatófitas.

## Honores
Fue socio de la Naturforschende Gesellschaft des Kantons Schaffhausen, una academia de naturalistas de Schaffhausen.

### Eponimia
Género vegetal
- (Poaceae) Thellungia Stapf[1]

Especies (12 + 8 + 6 registros)
- (Asteraceae) Ifloga thellungiana Hilliard & B.L.Burtt[2]

- (Boraginaceae) Echium thellungii Sennen & Mauricio[3]

- (Euphorbiaceae) Croton thellungianus (Herter ex Arechav.) Radcl.-Sm. & Govaerts[4]

- (Fagaceae) Quercus × thellungii A.Camus[5]

- (Orchidaceae) Dactylorhiza × thellungiana (Braun-Blanq.) Soó[6]

- (Poaceae) Avena thellungii Nevski[7]

## Publicaciones
Entre muchas otras obras, fue autor de las siguientes:
- Illustrierte Flora von Mittel-Europa, München: 1906 (coautor)
- Die Gattung Lepidium (L.) R.Br.: eine monographische Studie, Zürich: Georg, 1906
- La flore adventice de Montpellier, Cherbourg: LeMaout, 1912
- Flora der Schweiz - Kritische Flora, 1914 (con Hans Schinz y Robert Keller)
- Flora der Schweiz - Exkursionsflora, 1923 (con Hans Schinz y Robert Keller)
- Die Entstehung der Kulturpflanzen, Freising-München: Datterer, 1930

- La abreviatura «Thell.» se emplea para indicar a Albert Thellung como autoridad en la descripción y clasificación científica de los vegetales.[8]